# División de Plata de Balonmano
División de Plata de Balonmano (u prijevodu na hrvatski: Srebrena divizija u rukometu) je drugi jakosni razred klupskog rukometnog natjecanja u Španjolskoj. 

## Povijest
Utemeljena je 1994. godine, a vodi je Španjolski rukometni savez (RFBM). Od 1994. do 2008./'09. godine nosila je ime Divizija časti B (División de Honor B). Nakon te sezone odnosno od 2009./10. nosi ime današnji naziv División de Plata.
Igra se po EHF-ovim pravilima. Danas se u ovoj ligi natječe 16 momčadi, a među njima: CD Bidasoa, Barakaldo-UPV, Forcusa Huesca i PRASA Pozoblanco.

## Plasirali se u viši razred
| Year  | Teams                                           |
| 1990. | Puerto Cruz i Tenerife 3 de Mayo                |
| 1991. | Guadalajara i Sdad. Conquense                   |
| 1992. | Ceset Naranco i Caserío Vigón                   |
| 1993. | Guadalajara i Pilotes Posada                    |
| 1994. | Ademar León i Cesurca Huétor Tájar              |
| 1995. | Caja Bilbao UPV Barakaldo i Ariston San Antonio |
| 1996. | Pescanova Chapela i PRASA Pozoblanco            |
| 1997. | Universidad de Oviedo-Naranco                   |
| 1998. | Barakaldo-UPV                                   |
| 1999. | Valencia Airtel i Stadium Casablanca            |
| 2000. | Altea i Pilotes Posada                          |

| Year  | Teams                                          |
| 2001. | Barakaldo-UPV, Teucro Caixanova i Almería 2005 |
| 2002. | Canal Alcobendas i Torrevieja                  |
| 2003. | Octavio Pilotes Posada i Arrate                |
| 2004. | Alcobendas Toyota i Torrevieja                 |
| 2005. | Algeciras i CAI Aragón                         |
| 2006. | Antequera i Darien Logroño                     |
| 2007. | Pilotes Posada i Teucro                        |
| 2008. | Alcobendas i Edenca Ciudad Encantada           |
| 2009. | Lábaro Toledo i Frigoríficos Morrazo           |
| 2010. | Alser Puerto Sagunto i Realitas Guadalajara    |
| 2011. | Octavio Pilotes Posada i Obearagón Huesca      |

## Vanjske poveznice
- Službene stranice
- Pasopis ASOBAL-a "balonmano"
- Dokument za trenere